# Фета
Фета (на гръцки: φέτα) е вид саламурено сирене, традиционно произвеждано в Гърция, където 75% от консумираните сирена са фета. Подобно е на българското бяло саламурено сирене. Прави се от овче мляко, понякога с известни добавки от козе мляко. Има леко зърнеста структура и се яде самостоятелно, както и като компонент на салати и печива.